# Hiba (nyelvészet)
A nyelvészetben a hiba terminus általában a nyelvhasználat valamelyik szabályától való eltérést nevez meg. A hibáról több kérdés tehető fel:
- Mihez képest hiba a hiba?
- Mi a hiba oka?
- Milyen típusú a hiba?
- Hogyan viszonyulnak a nyelvészek a hibához?

A nyelvi hibák általában akaratlanok, de olykor tudatosan használják egyes írók stilisztikai funkcióval.

## Nézetek a hibáról
A hibával kapcsolatban az az egyik kérdés, hogy hol van az a szabály, amelyhez képest hibázik a beszélő. Ez attól a nyelvészeti irányzattól függ, amelyben szó van róla. A normatív nyelvészet vagy a nyelvtanítás, főleg ha idegen nyelvről van szó, a sztenderd nyelvváltozatot veszi alapul, és azt kezeli hibaként, ami ebben megállapított szabálytól tér el. Például Bokor 2007 szerint hibás az igealak az Elkészítsük a teát mondatban, és elkészítjük a helyes. Ellenben a tisztán leíró, nem normatív, nem előíró, nem kijavító nyelvészet ebben csak a sztenderdtől lát eltérést, nem a nyelv szabályaitól általában. Nézetében mindegyik nyelvváltozatnak, köztük a dialektusoknak is megvan a saját normájuk. Következésképpen ebben a nézetben a Bokor 2007 által elítélt jelenség például Tolcsvai Nagy Gábor szerint nem hiba egyes dialektusokban, és a magyar nyelvben sem általában. Ennek a nyelvészeti irányzatnak a nézetében egyetlen anyanyelvét használó normális felnőtt nyelvhasználata sem tekinthető hibásnak, ha nem nyelvbotlás. Szerinte csak az hiba, ami a nyelv egészének a szabályaitól tér el, például ha valaki magyarul a házból szóalak helyett a házből szóalakot mondja.

## A nyelv azon területei, amelyekben hibák lehetségesek
Hibák létezhetnek a nyelvhasználat mindegyik területén.
Egyes hibák a nyelvi kompetenciát érintik. Ilyenek a kiejtési hibák, a nyelvtani (alaktani és mondattani) szerkezetek szabályaitól való eltérések, valamint a szemantikai hibák, például szavak használata olyan jelentésekkel, amelyekkel nem rendelkeznek.
Más hibák a kommunikatív kompetenciára vonatkoznak. Ezek olyan nyelvi elemek, amelyek nem felelnek meg a beszédhelyzetnek. Ilyen hiba például ha a beszélő nem udvariassági grammatikai alakot használ olyan címzetthez szólva, akivel ilyet kellene használnia az adott nyelvközösség civilizációs normái szerint. Példa erre a magyar nyelvben a tegezés a magázás vagy az önözés helyett.
A nyelv írott aspektusát is érintik hibák a többi kompetenciát illetően kívül a normatív nézet szerinti helyesíráshoz viszonyítva.

## Hibák okai és típusai
A tisztán leíró nyelvészet szempontjából tekintett hibáknak több okuk lehet.
Anyanyelvüket használó egyes személyek nyelvi hibái megsérült agyuk rendellenes működésének tudhatók be. Ilyeneket okoz például a Broca-afázia. Az ebben szenvedő beteg részben vagy teljesen mellőzi a mondattani szabályokat, a viszonyszókat, a ragozást stb., pl. Két…. orvos, és ... harminc perc ... és ... igen ... és ... kórház.
Akármelyik anyanyelvét beszélő normális személy véthet alkalmi hibákat, azaz nyelvbotlásokat, amelyekről tudja, hogy hibák, és rendszerint azonnal kijavítja őket. Angol példák:
- szóeleji beszédhangok felcserélése két olyan szó között, amelyek alakját csak ezek különböztetik meg: left hemisphere ’baloldali agyfélteke’ helyett heft lemisphere;[8]
- szó végződésének áttevése a következő szóra: It's not telling us anything new ’Ez nem mond nekünk semmi újat’ helyett It's not tell ussing anything new;[8]
- szó helyettesítése olyannal, amellyel valamilyen szemantikai viszonyban van, például antonimájával: sure ’biztos’ helyett unsure ’bizonytalan’;[8]
- szavak felcserélése úgy, hogy értelmetlenek lesznek az egyébként helyes grammatikai alakjukkal a szemantikailag értelmetlenné lett mondatban: Take the steaks out of the freezer ’Vedd ki a hússzeleteket a mélyhűtőből’ helyett Take the freezes out of the steaker;[8]
- véletlenszerű szóalakvegyülés: Mozart’s symphonatas ’Mozart szimfonátái’ ← symphonies ’szimfóniák’ + sonatas ’szonáták’;[8]
- szavak szegmenseinek felcserélése úgy, hogy értelmes szavakat eredményez, és a szószerkezet vagy a mondat is értelmes marad magában, de értelmetlen lesz a kontextusában: the key of my flat ’a lakásom kulcsa’ helyett the flea of my cat ’a macskám bolhája’.[9]

Az anyanyelvüket tanuló gyerekek is hibáznak. Egyes hibáik analógián alapulnak, például amikor szabályosakká tesznek rendhagyó alakokat: kötjed meg a cipőmet, festjed be a házat, öltöztets át.
Az analógia lehet az oka olyan normális felnőtt nyelvi hibájának is, akinek nem sztenderd nyelvváltozati az anyanyelve, és nem ismeri eléggé a sztenderdet, de meg akar felelni neki. Az ilyen hiba neve „hiperkorrekció (túlhelyesbítés)”. Példa erre a suksükölő alakot létrehozó szabály kerülése felszólító módú alakokban is, mint az Azt akarom, hogy ő nyitja ki az ajtót mondatban.
A számukra idegen nyelvet beszélők is hibáznak, főleg a tanulása időszakában, mivel nem ismerik a szabályokat, vagy még nem gyakorolták be őket. Ennek is oka lehet az analógia. Például a francia nyelvet tanuló szabályossá teszi a rendhagyó többes számú alakokat. Ebben a nyelvben szabály szerint ez az alak nem különbözik a beszédben az egyes számútól, csak írásban, pl. le mouton ’a birka’ – les moutons ’a birkák’. Analógia útján ezzel le cheval ’a ló’ rendhagyó les chevaux (ejtsd lésvo) többes száma a szabályos les chevals alakúvá válik.
Az idegen nyelvet beszélők hibáinak egy másik oka az ún. „interferencia” vagy „negatív transzfer”. Ez abban áll, hogy az anyanyelvük egyik vagy másik szabályát alkalmazzák az idegen nyelvre. Ilyen hibák előfordulnak a nyelv mindegyik aspektusában. Példák:
- hangtani interferencia, például idegen beszédhang kiejtése úgy, ahogy az anyanyelvben: a spanyol vagy orosz [r] kiejtése [ʁ]-ként a francia ajkúak által;[12]
- alaktani interferencia például főnév nemének alkalmazása a megfelelő, de más nemű szóra az idegen nyelvben: le mort (hímnemben, mint a német der Tod) a francia nőnemű la mort ’a halál’ helyett;[12]
- mondattani interferencia, pl. I am going at school francia beszélő használatában az angol I am going to school ’Iskolába megyek’ helyett, mivel a két angol elöljárószónak csak egy francia felel meg;[12]
- lexikai-szemantikai interferencia, amit az ún. „hamis barátok” okoznak, azaz olyan szavak, amelyek alakja azonos vagy hasonló, esetleg közös eredetű is két nyelvben, de különböző jelentésűek, például:

(magyarul) gimnázium vs. (angolul) gymnasium ’tornaterem’;
(angolul) figure ’szám’ vs. (franciául) figure ’arc’;
(angolul) cold ’hideg’ vs. (olaszul) caldo ’meleg’;
(spanyolul) presidio ’börtön’ vs. (németül) Präsidium ’elnökség’;
(olaszul) macchina ’gép’, ’autó’ vs. (franciául) machine csak ’gép’.

## Attitűdök a hibát illetően
A tisztán leíró nyelvészet úgy viszonyul az anyanyelvét használó személy sztenderd nyelvváltozat szabályaitól való eltéréseihez, mint akármelyik nyelvi elemhez, és csak megállapítja, hogy melyik nyelvváltozathoz tartozik egyikük vagy másikuk. Ezzel szemben a normatív nyelvészet előírja a sztenderd szabályokat, és hibákként ítéli el az ezektől való eltéréseket annak nevében, amit nyelvművelésnek nevez.
Az idegennyelv-oktatás alapja általában a sztenderd nyelvváltozat, de ezen a területen nincs szó a hibák elítéléséről. Ezzel kapcsolatban létezik egy ún. „köztes nyelv” elmélet, amely a hibaelemzést propagálja. Ez olyan módszer, amellyel azonosítják, osztályozzák és rendszeresen értelmezik a tanulók hibáit. Ez arra hivatott, hogy tükrözze a tanuló által elért kompetenciaszintet, és hogy tanítási módszerek és anyagok kidolgozásának legyen az alapja. Eszerint az elmélet szerint a hibák olyan ún. „köztes rendszerek” részei, amelyek a tanulás folyamatában vannak jelen. Azt nevezik köztes nyelvnek, amit e folyamat időszakában használ a tanuló.

## A hiba szerepe a nyelvtörténetben
Mivel a nyelv folyamatosan változik, mindegyik változás hibának számíthat, amikor megjelenik. A nyelvtörténet során sok hiba elterjedt, meghonosodott, és ha a nyelvnek van sztenderd változata, az is befogadott belőlük.
Ennek egyik példája az a népetimológiai jelenség, amely alapja a szószerkezetek tagjai közötti határ hibás értelmezése. Például az angol nyelvben adder egyes kígyófajok elnevezése. Az óangolban ez naddre volt, határozatlan névelővel a naddre, majd ezt a szószerkezetet an adder-ként értelmezték. A franciában ilyen eset a griotte ’meggy’ szóé. Az ófranciában határozott névelővel l’agriotte volt, de a modern franciában la griotte lett.
Hiperkorrekció egyes esetei is bekerültek a sztenderdbe, főleg jövevényszavak. Például a söntés szó a német Schenktisch (< schenken ’tölteni’ + Tisch ’asztal’) származéka. A magyar - és szóvég részben hiperkorrekcióval, részben az -és/-ás névszóképzős főnevek analógiás hatására alakult. A magyar szám szót átvette a román nyelv előbb a samă hasonló hangzású alakban, majd ezt a moldvai nyelvjárások sajátosságaként értelmezték, amely nincs meg a munténiai nyelvjárásokban, és, mivel ez a sztenderd alapja, a neki megfelelő seamă alakban fogadta el.
Metatézis, azaz hangok vagy hangcsoportok felcserélése a szóban gyakran fordul elő nyelvbotlásként, ezért sok metatézises szóalak keletkezett az alapnyelvből örökölt egyes szavakban, valamint jövevényekben is, és ilyenek a sztenderdben is vannak, például:
(magyarul) féntereg vagy fentereg > ténfereg;
(latinul) formaticum > (franciául) fromage ’túró, sajt’;
(latinul) periculum > (spanyolul) peligro ’veszély’;
(latinul) integrum > (románul) întreg ’egész’;
(óangol) brid > (modern angol) bird;
(protoszláv) *berza > ószláv brěza > (BHMSZ) breza ’nyírfa’;